# هارالد زرنی
هارالد زرنی (انگلیسی: Harald Cerny؛ زادهٔ ۱۳ سپتامبر ۱۹۷۳) بازیکن فوتبال اهل اتریش است.
از باشگاه‌هایی که در آن بازی کرده‌است می‌توان به باشگاه فوتبال بایرن مونیخ، باشگاه فوتبال آدمیرا واکر مودلینگ، باشگاه فوتبال مونیخ ۱۸۶۰، و باشگاه فوتبال بایرن مونیخ ۲ اشاره کرد.
وی همچنین در تیم ملی فوتبال اتریش بازی کرده‌است.